# Nasuella
Nasuella és un gènere de mamífers de la família dels prociònids. Les dues espècies d'aquest grup són oriündes de la part septentrional de Sud-amèrica. Tenen una llargada corporal de 36-39 cm, la cua de 20-24 cm i un pes d'1-1,5 g. El nom genèric Nasuella és el diminutiu de Nasua, el nom de l'altre gènere de coatís. La taxonomia dels coatís encara pot variar i s'ha suggerit que Nasua només seria monofilètic si inclogués Nasuella.